# Elecciones municipales de Abancay de 1980
Las elecciones municipales de Abancay de 1980 se llevaron a cabo el 23 de noviembre de 1980 para elegir al alcalde y al Concejo Provincial de Abancay para el periodo 1981-1983. La elección se celebró simultáneamente con elecciones municipales en todo el país.

## Sistema electoral
La Municipalidad Provincial de Abancay es el órgano administrativo y de gobierno de la provincia de Abancay. Está compuesta por el alcalde y el Concejo Provincial.
La votación del alcalde y el concejo se realiza en base al sufragio universal, que comprende a todos los ciudadanos nacionales mayores de dieciocho años, empadronados y residentes en la provincia de Abancay y en pleno goce de sus derechos políticos, así como a los ciudadanos no nacionales residentes y empadronados en la provincia de Abancay.
El Concejo Provincial de Abancay está compuesto por 19 regidores elegidos por sufragio directo para un período de tres (3) años, en forma conjunta con la elección del alcalde (quien lo preside). La votación es por lista cerrada y bloqueada. Se asigna a la lista ganadora los escaños según el método d'Hondt.

## Partidos y candidatos
A continuación se muestra una lista de los principales partidos y alianzas electorales que participaron en las elecciones:
| Candidatura | Candidatura | Partidos y alianzas | Candidatos | Candidatos                 | Ideología                                               | Ref. |
| ----------- | ----------- | --- | ---------- | -------------------------- | ------------------------------------------------------- | ---- |
|             | APRA        | Lista - Partido Aprista Peruano (APRA) |            | Félix Molina Osnayo        | Aprismo                                                 |      |
|             | AP          | Lista - Acción Popular (AP) |            | Glicerio Carrión Soria     | Humanismo Nacionalismo cívico Reformismo                |      |
|             | PPC         | Lista - Partido Popular Cristiano (PPC) |            | Rosell Pinto Cortez        | Conservadurismo social Humanismo Democracia cristiana   |      |
|             | IU          | Lista - Izquierda Unida (IU) – Unión de Izquierda Revolucionaria (UNIR) – Unidad Democrático Popular (UDP) – Partido Socialista Revolucionario (PSR) – Partido Comunista Revolucionario (PCR) – Partido Comunista Peruano (PCP) – Frente Obrero Campesino Estudiantil y Popular (FOCEP) |            | Justino Gutiérrez Palomino | Marxismo-leninismo Mariateguismo Socialismo democrático |      |

## Resultados

### Sumario general
|                        |                                 |              |              |              |           |           |
| Partidos y coaliciones | Partidos y coaliciones          | Voto popular | Voto popular | Voto popular | Regidores | Regidores |
| Partidos y coaliciones | Partidos y coaliciones          | Votos        | %            | ±pp          | Total     | +/−       |
|                        | Acción Popular (AP)             | 3,991        | 55.39        | n/a          | 11        | n/a       |
|                        | Partido Aprista Peruano (APRA)  | 1,853        | 25.72        | n/a          | 5         | n/a       |
|                        | Izquierda Unida (IU)            | 1,005        | 13.95        | n/a          | 3         | n/a       |
|                        | Partido Popular Cristiano (PPC) | 356          | 5.80         | n/a          | 0         | n/a       |
|                        |                                 |              |              |              |           |           |
| Total                  | Total                           | 7,205        |              |              | 19        | n/a       |
|                        |                                 |              |              |              |           |           |
| Votos válidos          | Votos válidos                   | 7,205        | 63.65        | n/a          |           |           |
| Votos en blanco        | Votos en blanco                 | 1,392        | 12.30        | n/a          |           |           |
| Votos nulos            | Votos nulos                     | 2,723        | 24.05        | n/a          |           |           |
| Votos emitidos         | Votos emitidos                  | 11,320       | 58.31        | n/a          |           |           |
| Abstenciones           | Abstenciones                    | 8,092        | 41.69        | n/a          |           |           |
| Votantes registrados   | Votantes registrados            | 19,412       |              |              |           |           |
|                        |                                 |              |              |              |           |           |
| Fuente:                |                                 |              |              |              |           |           |

## Elecciones municipales distritales

### Resultados por distrito
La siguiente tabla enumera el control de los distritos de la provincia de Abancay.
| Distrito             | Alcalde(sa) electo(a)     | Partido político | Partido político        |
| -------------------- | ------------------------- | ---------------- | ----------------------- |
| Chacoche             | Víctor Pareja Juro        |                  | Acción Popular          |
| Circa                | Enrique Sarmiento Chávez  |                  | Acción Popular          |
| Curahuasi            | Manuel Gonzales Valenza   |                  | Partido Aprista Peruano |
| Huanipaca            | Braulio Gonzalez Valencia |                  | Lista Independiente     |
| Lambrama             | Melchor Pereyra Sierra    |                  | Acción Popular          |
| Pichirhua            | Gregorio Muñoz Vilcas     |                  | Acción Popular          |
| San Pedro de Cachora | Dimas Valer Pinto         |                  | Acción Popular          |
| Tamburco             | Miguel Bedia Pareja       |                  | Acción Popular          |